# Heikampen
Der Heikampen (norwegisch für Hochlandspitze) ist ein 2675 m hoher Berg im ostantarktischen Königin-Maud-Land. In der Sverdrupfjella ragt er am südöstlichen Ende der Robinheia auf.
Erste Luftaufnahmen entstanden bei der Deutschen Antarktischen Expedition (1938–1939). Norwegische Kartographen, die ihn auch deskriptiv benannten, kartierten ihn anhand von Luftaufnahmen und Vermessungen der Norwegisch-Britisch-Schwedischen Antarktisexpedition (NBSAE, 1949–1952) sowie mittels Luftaufnahmen der Dritten Norwegischen Antarktisexpedition (1956–1960).